# (1300) Marcelle
(1300) Marcelle es un asteroide perteneciente al cinturón de asteroides descubierto el 10 de febrero de 1934 por Guy Reiss desde el observatorio de Argel-Bouzaréah, Argelia.

## Designación y nombre
Marcelle recibió al principio la designación de 1934 CL.
Más tarde, se nombró en honor de la segunda hija del descubridor.

## Características orbitales
Marcelle está situado a una distancia media del Sol de 2,782 ua, pudiendo alejarse hasta 2,802 ua. Su inclinación orbital es 9,547° y la excentricidad 0,00695. Emplea en completar una órbita alrededor del Sol 1695 días.